# Mariä Wiegenlied
Mariä Wiegenlied ist ein weihnachtliches Kunstlied von Max Reger auf Worte von Martin Boelitz.

## Entstehung
In den 1900er Jahren begann Reger eine Veröffentlichungsreihe Schlichte Weisen, op. 76, die auf größeren Verkaufserfolg berechnet war. Im sechsten und letzten Heft aus dem Jahr 1912 mit dem Untertitel Aus Christas und Lottis Kinderleben, gewidmet Marie Elisabeth von Sachsen-Meiningen, ist als Nr. 52 der Gesamtreihe Mariä Wiegenlied für mittlere Singstimme und Klavier enthalten.
Wie bei allen schlichten Weisen verzichtete Reger auch beim Wiegenlied nicht auf komplexe Melodik und Harmonik, machte jedoch Konzessionen an die Publikumserwartung, hier insbesondere mit einem wiederkehrenden Melodiezitat aus dem volkstümlichen Weihnachtswiegenlied Joseph, lieber Joseph mein, sodass Mariä Wiegenlied tatsächlich zu einem „Verkaufsschlager“ wurde. U. a. erschien 1931 in Malente-Gremsmühlen (Turmpresse) eine bibliophile Einzelausgabe des Liedes mit Farbholzschnitten von Karl Lorenz.
Das Lied wurde außer in der Originalfassung in Arrangements für Violine und Klavier, für Singstimme und Orchester, für Klavier solo sowie für Orgel mit Violine ad libitum veröffentlicht.

## Text

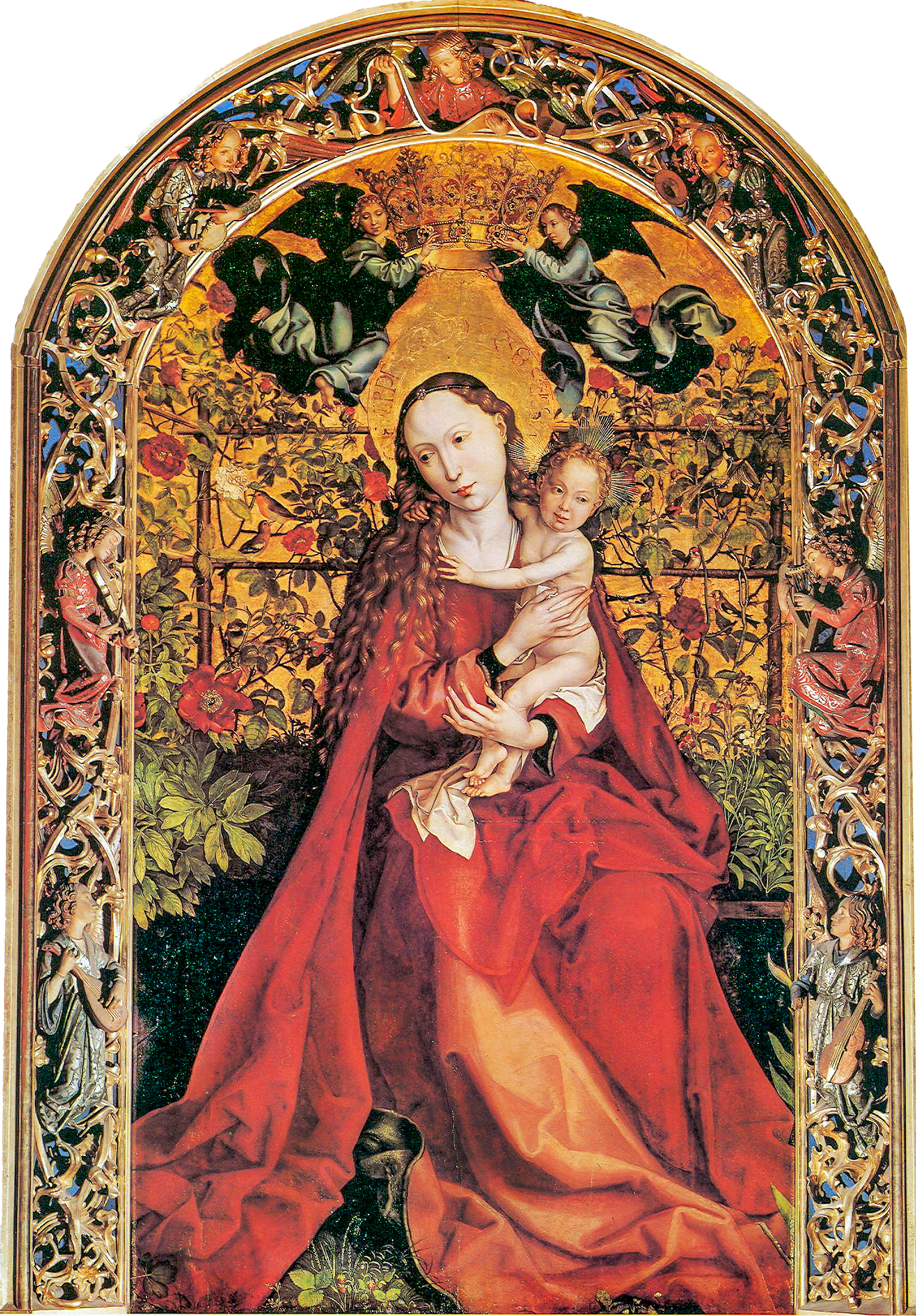
Martin Schongauer: Maria im Rosenhag

Maria sitzt im Rosenhag und wiegt ihr Jesuskind,

durch die Blätter leise weht der warme Sommerwind.

Zu ihren Füßen singt ein buntes Vögelein:

Schlaf, Kindlein, süße, schlaf nun ein!

Hold ist dein Lächeln, holder deines Schlummers Lust,

leg dein müdes Köpfchen fest an deiner Mutter Brust!

Schlaf, Kindlein, süße, schlaf nun ein!